# Chris Rock
Christopher Julius "Chris" Rock III (født 7. februar 1965) er en amerikansk skuespiller og komiker. Han var vært for Oscar-uddelingen i 2005.
Tyler James Williams spiller rollen som Chris, og han selv er fortæller i sitcommen fra 2005-09; Everybody Hates Chris.

## Privatliv
Chris Rock blev gift med Malaak Compton-Rock den 23. november, 1996, men de gik fra hinanden i 2014.

## Udvalgt filmografi
| År   | Titel                          | Rolle                                | Note(r)       |
| ---- | ------------------------------ | ------------------------------------ | ------------- |
| 1996 | Sgt. Bilko                     | Oster                                |               |
| 1998 | Dødbringende våben 4           | Lee Butters                          |               |
| 1999 | Dogma                          | Rufus, den "trettende apostel"       |               |
| 2000 | Nurse Betty                    | Wesley                               |               |
| 2001 | Pootie Tang                    | JB/Radio DJ/Pooties far              | Også producer |
| 2001 | Jay and Silent Bob Strike Back | Chaka Luther King                    |               |
| 2002 | Bad Company                    | Jake Hayes/Kevin Pope/Michael Turner |               |
| 2005 | Madagascar                     | Zebraen Marty                        | Stemme        |
| 2005 | The Longest Yard               | James "Caretaker" Farrell            |               |
| 2007 | Bee Movie                      | Myggen Mooseblood                    | Stemme        |
| 2008 | Madagascar 2                   | Marty og de andre Zebraer            | Stemme        |
| 2010 | Drengerøve                     | Kurt McKenzie                        |               |
| 2012 | 2 Days in New York             | Mingus                               |               |
| 2012 | Du kan vente dig               | Vic Mac                              |               |
| 2012 | Madagascar 3                   | Zebraen Marty                        | Stemme        |
| 2013 | Drengerøve 2                   | Kurt McKenzie                        |               |

## Diskografi
- Born Suspect (1991)
- Bring the Pain (special, 1996)
- Roll With the New (1997)
- Bigger & Blacker (1999)
- Never Scared (2005)
- Kill the Messenger (special, 2008)